# Ormetica contraria
Ormetica contraria är en fjärilsart som beskrevs av Walker 1854. Ormetica contraria ingår i släktet Ormetica och familjen björnspinnare. Inga underarter finns listade i Catalogue of Life.